# Cicceria

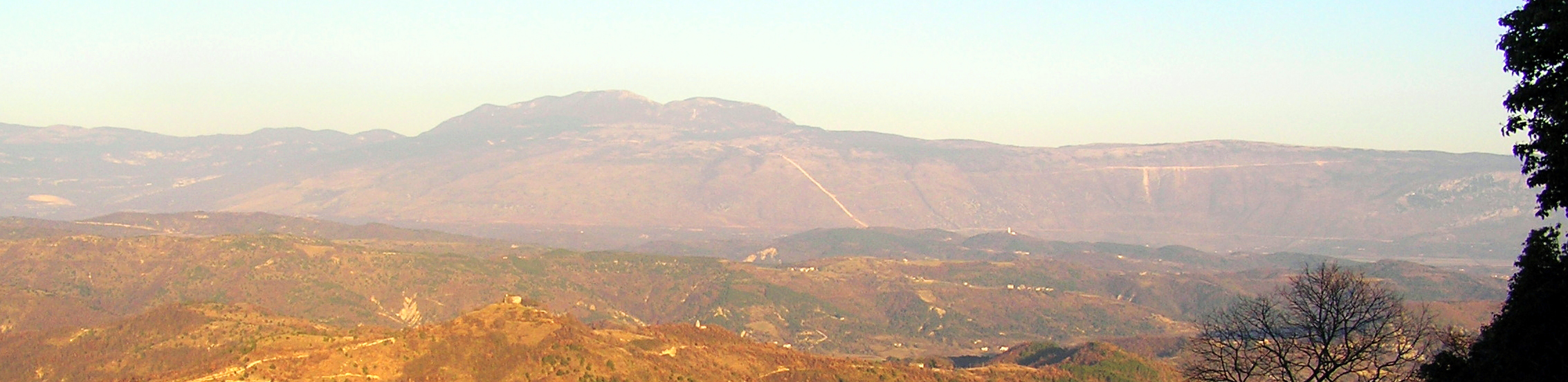
Vista da Cicceria

A Cicceria (em croata e em esloveno Ćićarija, ou Terra dos Ciccios) é uma região histórico-geográfica compreendida entre a Eslovênia e a Croácia. A Cicceria é a terra de estabelecimento original dos istrorromenos.
Pode ser considerada uma subregião da Ístria, da qual ocupa a parte norte-oriental. Compreende a faixa que vai de Hrpelje-Kozina (Erpelle-Cosina) a Rijeka (Fiume), paralelamente ao curso do rio Timavo.
Com frequência, a Cicceria é confundida com a "Ístria Branca", com a qual compartilha a cor das rochas calcárias, mas trata-se de dois territórios distintos. A região apresenta-se bastante uniforme do ponto de vista da orogênese, com montanhas que superam pouco os mil metros (acima do nível do mar). O pico mais alto é o Veliki Planik a 1272 m.
A principal localidade é Lanišće (Lanischie).
O outono é o período ideal para admirar as espetaculares cores das folhas outonais frequentando as zonas com presença de arbustos como o Cotinus coggygria.